# AFC Telford United
Der AFC Telford United (offiziell: Association Football Club Telford United) ist ein englischer Fußballverein aus Telford. Der 2004 gegründete Klub ist der Nachfolgeverein von Telford United.

## Geschichte
Telford United gründete sich 1872 unter dem Namen Parish Church Institute, änderte sieben Jahre später den Namen aber in Wellington Town. Unter diesem Namen holte die Mannschaft 1902 ihren ersten Titel, als sie den walisischen Pokalwettbewerb für sich entschied. 1906 und 1940 wiederholte der Verein den Erfolg. Auf Ligaebene spielte der Klub jedoch lediglich im regionalen Bereich. 1958 stieg der Verein in die Southern Football League auf, seinerzeit die höchste Spielklasse außerhalb der Football League. Mit der Eingemeindung Wellingtons in die neu gegründete Planstadt Telford änderte der Klub 1969 seinen Namen erneut und lief fortan als Telford United auf. Unter diesem Namen gewann der Klub 1971 erstmals die FA Trophy nach einem Endspielsieg über Hillingdon Borough.
Als dauernder Teilnehmer an der Southern Football League gehörte Telford United 1978 zu den Gründungsmitgliedern der Alliance Premier League, der heutigen Football Conference. In den folgenden Spielzeiten belegte der Klub regelmäßig Plätze im mittleren Tabellenbereich. In Pokalwettbewerben war er erfolgreicher: 1983 und 1989 holte er sich erneut die FA Trophy, zudem erreichte die Mannschaft mehrfach die Hauptrunden des FA Cups.
Zur Jahrtausendwende wurde Telford United zunehmend professionalisiert. Dabei übernahm sich der Klub jedoch und ging 2004 in Liquidation. Von den Anhängern wurde jedoch unter dem Namen AFC Telford United ein neuer Verein gegründet, der einen Startplatz in der Division One North der Northern Premier League erhielt. Innerhalb von drei Spielzeiten stieg der Klub zweimal auf und erreichte 2007 die Conference North. Als Tabellenzweiter qualifizierte sich die Mannschaft für die Relegationsspiele, scheiterte dort jedoch am AFC Barrow. 2011 wiederholte sie die Vizemeisterschaft, dieses Mal gelang der Aufstieg in die Conference National.